# Tăbălăiești
Tăbălăiești – wieś w Rumunii, w okręgu Vaslui, w gminie Bunești-Averești. W 2011 roku liczyła 191 mieszkańców.